# Claude Quivoron
Pour les articles homonymes, voir Quivoron.
Claude Yves Pierre Quivoron est un chimiste français né le 3 juillet 1934 à Paris 6e et mort le 14 septembre 2014 au Kremlin-Bicêtre,,.

## Biographie
Claude Yves Pierre Quivoron naît le 3 juillet 1934 à Paris.
Il est ingénieur diplômé de la 74e promotion de l'ESPCI (1959).
Il a été l'élève de Georges Champetier et de Jean Néel. Son domaine de recherche concernait la physico-chimie des polysaccharides et des polymères hydrophiles,,.
Après la soutenance d'une thèse de doctorat en sciences physiques à la Faculté des sciences de Paris en 1965 sur l'"Étude, par spectroscopie infra-rouge, du pouvoir accepteur de proton de quelques acétals et des liaisons hydrogène intramoléculaires dans quelques acétal-alcools : applications aux structures secondaires des principaux polyglucosides non ramifiés, l'amylose et la cellulose", il a été professeur à l'UPMC et à l'École nationale supérieure de chimie de Paris, puis il a été le directeur de cette école de 1987 à 1992. Il y a enseigné la physico-chimie des polymères en solution en maîtrise, en DEA et à l'École de chimie de Paris. Directeur des Relations européennes de l'UPMC en 1994-1995, il encourage fortement les chercheurs (en particulier les chimistes) à déposer des projets de coopération entre pays européens, et les étudiants de sciences à passer des semestres d'études dans d'autres universités européennes.
En parallèle, il a développé ce domaine de la physico-chimie macromoléculaire au sein de l'unité de recherche associée URA 278 (UPMC/ESPCI/CNRS) 'Physicochimie des polymères' créée en 1978, dont il a été pendant plusieurs années le codirecteur aux côtés de Roland Audebert, aujourd'hui le laboratoire SIMM.
Il a aussi été président de section au CNRS, chargé de mission au Ministère de l'enseignement supérieur et de la recherche, puis membre de conseils et de comités divers et directeur des relations européennes de l'Université Pierre-et-Marie-Curie,,. Il a été membre du conseil provisoire de l'École supérieure de plasturgie.
Expert des solutions de chaînes polymères, Claude Quivoron a travaillé à un procédé de séparation des isomères optiques par chromatographie avec Roland Audebert et Bernard Lefebvre. Il a été l'auteur de nombreux articles sur la chromatographie d'exclusion stérique, par exemple sur le couplage d'un détecteur viscosimétrique dont il a été un précurseur.
En 1997, il signe la préface du manuel de cours et d''exercices corrigés "Thermodynamique et équilibres chimiques" par Alain Gruger. Il est décédé le 14 septembre 2014 au Kremlin-Bicêtre.

## Vie privée
Fils de Gustave Quivoron et de Pierrette Oms, Claude Quivoron a épousé Nicole Bernardeau en 1959. Ils ont eu un fils, François.

## Distinctions
- Prix Paul-Pascal de l'Académie des sciences, 1976[24].
- Médaille militaire, Ministère de la défense, Afrique du Nord, 1982.
- Chevalier de l'Ordre national du mérite, 1986[23].

## Publications
- Étude, par spectroscopie infrarouge, du pouvoir accepteur de proton de quelques acétals et des liaisons hydrogène intramoléculaires dans quelques acétal-alcools : applications aux structures secondaires des principaux polyglucosides non ramifiés, l'amylose et la cellulose, thèse de doctorat en sciences physiques, Université de Paris, Gap, Imprimerie Louis-Jean, 1965[25].
- Structure secondaire des polysaccharides, avec Jean Néel, Journal de chimie physique, 1966.
  - I. Étude, par spectroscopie infrarouge, du caractère accepteur de proton des atomes d’oxygène présents dans une fonction acétal
  - II. Étude, par spectroscopie infrarouge, des liaisons hydrogène intramoléculaires dans quelques acétal-alcools[26]
  - III. Au sujet des interactions intramoléculaires capables de jouer un rôle directeur ou stabilisateur dans la formation des structures secondaires des polyglucosides[27]
- Étude comparée, par spectroscopie infrarouge, du caractère accepteur de proton d’amides et de polyamides N,N-disubstitués, avec Marie-Hélène Baron, Jacqueline de Villepin et Marie-Louise Josien, Journal de chimie physique, 1970[28].
- Molécules modèles des motifs des poly-1,4-glucosides. II. Etude, par spectroscopie infrarouge, des conformations chélatées des diastéréoisomères modèles et discussion dans le cadre des chélations glucosidiques, avec Françoise Lafuma, Laboratoire de physico-chimie macromoléculaire, UPMC, ESPCI, 1977[29].
- Thermodynamique et équilibres chimiques : cours et exercices résolus, par Alain Gruger, préface par Claude Quivoron, Paris, Dunod, 1997[30].
- (en) James Lesec, Françoise Lafuma et Claude Quivoron, « Recycle Gel Permeation Chromatography: Application to the Separation of Some Diastereoisomers Through Molecular Interaction Effects », Journal of Chromatographic Science (en), vol. 12, no 11,‎ 1er novembre 1974, p. 683-686 (lire en ligne)